# Норт-Брукфілд (переписна місцевість, Массачусетс)
Норт-Брукфілд (англ. North Brookfield) — переписна місцевість (CDP) в США, в окрузі Вустер штату Массачусетс. Населення — 2256 осіб (2020).

## Географія
Норт-Брукфілд розташований за координатами 42°16′16″ пн. ш. 72°5′3″ зх. д. / 42.27111° пн. ш. 72.08417° зх. д. (42.271168, -72.084211).  За даними Бюро перепису населення США в 2010 році переписна місцевість мала площу 3,82 км², уся площа — суходіл.

## Демографія
Згідно з переписом 2010 року, у переписній місцевості мешкало 2265 осіб у 963 домогосподарствах у складі 579 родин. Густота населення становила 593 особи/км².  Було 1089 помешкань (285/км²).
Расовий склад населення:
| - 96,7 % — білих - 0,8 % — корінних американців - 0,4 % — чорних або афроамериканців - 0,2 % — азіатів |

До двох чи більше рас належало 1,7 %. Частка іспаномовних становила 2,3 % від усіх жителів.
За віковим діапазоном населення розподілялося таким чином: 23,2 % — особи молодші 18 років, 62,7 % — особи у віці 18—64 років, 14,1 % — особи у віці 65 років та старші. Медіана віку мешканця становила 39,8 року. На 100 осіб жіночої статі у переписній місцевості припадало 93,9 чоловіків;  на 100 жінок у віці від 18 років та старших — 89,7 чоловіків також старших 18 років.
Середній дохід на одне домашнє господарство  становив 69 771 долар США (медіана — 57 441), а середній дохід на одну сім'ю — 78 716 доларів (медіана — 65 000). За межею бідності перебувало 3,8 % осіб, у тому числі 2,1 % дітей у віці до 18 років та 11,5 % осіб у віці 65 років та старших.
Цивільне працевлаштоване населення становило 1086 осіб. Основні галузі зайнятості: освіта, охорона здоров'я та соціальна допомога — 26,2 %, роздрібна торгівля — 24,3 %, виробництво — 13,3 %, будівництво — 6,5 %.